# Vidéoconférence des membres du Conseil européen du 25 mars 2021
Le Conseil européen du 25 mars 2021 en vidéoconférence est principalement consacré à la situation épidémiologique concernant la Covid-19 en Europe, aux relations avec les États-Unis, à la situation en Méditerranée orientale et aux relations avec la Turquie.

## Pandémie de Covid-19
La campagne de vaccination contre la Covid-19, source de tensions entre les Européens et de critiques des exécutifs en raison de son rythme plus lent qu'au Royaume-Uni ou aux États-Unis, est comme en février dernier au centre des discussions.
Les dirigeants européens confirment « la clé de répartition au prorata de la population en ce qui concerne l'attribution des vaccins »,.
Surtout, en termes allusifs et du bout des lèvres, selon Le Monde, les Vingt-Sept — conscients que l'accélération de la production, de la livraison et du déploiement de vaccins reste essentielle et urgente pour surmonter la crise — ont souligné « l'importance de la transparence ainsi que du recours à des autorisations d'exportation » et réaffirmé que « les entreprises doivent assurer la prévisibilité de leur production de vaccins et respecter les délais de livraison contractuels ». La Commission a donc obtenu le soutien des dirigeants pour mener à bien la politique qu'elle souhaitait à l'égard d'Astra Zeneca et du Royaume-Uni.

## Relations avec les États-Unis
Le président américain, Joe Biden, est intervenu en vidéoconférence durant la session du Conseil européen dans le but d'illustrer la force des liens transatlantiques, sans toutefois que les sujets de fond ne soient abordés. Le secrétaire d'État, Antony Blinken, présent à Bruxelles au même moment pour une réunion ministérielle à l’OTAN et des rencontres avec les responsables européens, a en revanche abordé les attentes des États-Unis concernant la Chine, la Russie et la Turquie qui ne sont pas en tous points miroir des positions européennes. Le sujet le plus controversé demeure l'achèvement du gazoduc Nord Stream 2 toujours soutenu par Berlin contre la volonté de Washington.

## Méditerranée orientale et relations avec la Turquie
Les relations avec la Turquie sont soumises à de fortes tensions, encore exacerbées en 2020 par les forages effectués par les Turcs dans des eaux revendiquées par les Grecs, les désaccords concernant la Libye et le Haut-Karabagh, l'islamisation de la société turque, les droits de l'homme et la politique d'Erdogan vis-à-vis des Kurdes. Toutefois, en mars 2021, des efforts d'apaisement des relations sont constatés de part et d'autre. Des échanges ont eu lieu entre Erdogan et Angela Merkel d'une part, et Emmanuel Macron d'autre part.
Aussi, les dirigeants européens prennent-ils note « de la récente désescalade en Méditerranée orientale intervenue à la faveur de l'interruption des activités de forage illégales, de la reprise des pourparlers bilatéraux entre la Grèce et la Turquie ainsi que de la tenue prochaine de pourparlers concernant la question chypriote sous les auspices des Nations unies ».
Pour autant que cette désescalade des tensions se poursuive, les Vingt-Sept se déclarent prêts à faire progresser les discussions avec la Turquie relatives à l'union douanière et aux réfugiés syriens hébergés par la Turquie, ainsi qu'à « lancer des dialogues de haut niveau avec la Turquie sur des questions d'intérêt mutuel, comme la santé publique, le climat et la lutte contre le terrorisme, ainsi que sur des questions régionales ».

## Sources

#### Documents de l'UE
- « Vidéoconférence des membres du Conseil européen, 25 mars 2021 », sur Consilium, 25 mars 2021.
- « Déclaration des membres du Conseil européen, 25 mars 2021 », sur Consilium, 25 mars 2021.

#### Articles
- Virginie Malingre, « Covid-19 : l’Union européenne se résout à la guerre des vaccins contre le Royaume-Uni », Le Monde,‎ 26 mars 2021 (lire en ligne).
- Jean-Pierre Stroobants, « Mots doux et sujets qui fâchent entre Washington et Bruxelles », Le Monde,‎ 26 mars 2021 (lire en ligne).
- Delphine Minoui, « Erdogan souffle le chaud et le froid avec l’Europe », Le Figaro,‎ 25 mars 2021 (lire en ligne).

## Compléments